# Comarca de Logronyo
La Comarca de Logroño, La Rioja, (Espanya) es troba a la regió de la Rioja Mitjana, a la zona del Valle.
Núm. de municipis: 32
Superfície: 861,18 {\displaystyle Km^{2}}
Població (2007): 183.924 habitants
Densitat: 213,57 hab/{\displaystyle Km^{2}}
Latitud mitjana: 42º 23' 1" nord
Longitud mitjana: 2º 22' 57" oest
Altitud mitjana: 536,3 msnm

## Municipis de la comarca
- Agoncillo
  - Recajo
  - San Martín de Berberana
- Albelda de Iregua
- Alberite
- Alcanadre
- Arrúbal
- Ausejo
- Cenicero
- Clavijo
  - La Unión de los Tres Ejércitos
- Corera
- Daroca de Rioja
- El Redal
- Entrena
- Fuenmayor
  - Barrio de la Estación
- Galilea
- Hornos de Moncalvillo
- Lagunilla del Jubera
  - Ventas Blancas
  - Villanueva de San Prudencio
  - Zenzano)
- Lardero
- Logronyo
  - El Cortijo
  - La Estrella
  - Varea
  - Yagüe
- Medrano
- Murillo de Río Leza
- Nalda
  - Islallana
- Navarrete
- Ocón
  - Aldealobos
  - Las Ruedas de Ocón
  - Los Molinos de Ocón
  - Oteruelo
  - Pipaona
  - Santa Lucía
- Ribafrecha
- Robres del Castillo
  - Behesillas
  - Buzarra
  - Oliván
  - Valtrujal
  - San Vicente de Robres
- Santa Engracia del Jubera
  - Bucesta
  - El Collado
  - Jubera
  - Reinares
  - San Bartolomé
  - San Martín
  - Santa Cecilia
  - Santa Marina
- Sojuela
- Sorzano
- Sotés
- Torremontalbo
  - Somalo
- Ventosa
- Villamediana de Iregua
  - Puente Madre